# Mestia
Mestia (georgisch მესტია) ist eine Kleinstadt (georgisch Daba) im nordwestlichen Georgien und liegt auf einer Höhe von etwa 1500 m im Großen Kaukasus. Sie liegt in der Region Mingrelien und Oberswanetien und ist Hauptort der historischen Region Swanetien.
Über 9316 Menschen leben auf dem Territorium der gleichnamigen Munizipalität Mestia, die ganz Oberswanetien umfasst, davon 1973 in Mestia selbst (2014). Die Einwohnerzahl war zuletzt stark rückläufig.
Die Stadt wird überwiegend von Swanen bewohnt, einer subethnischen Gruppe der Georgier. Sie wird derzeit zum Tourismuszentrum Oberswanetiens ausgebaut. Etwas außerhalb des Ortskerns befindet sich der Königin-Tamar-Flughafen.
Mestia wurde zwischen 2009 und 2012 zu großen Teilen modernisiert. Dabei wurden viele der ursprünglichen Häuser abgerissen und durch neue Häuser im schweizerischen Chalet-Stil ersetzt. Kritiker beklagen, dass Mestia dadurch sein Gesicht verloren habe. Sie befürchten, dass im Weltkulturerbe-Ort Uschguli ähnliche Maßnahmen durchgeführt werden.
Mestia ist Partnerstadt der italienischen Kleinstadt San Gimignano.
|  |  |  |